# 드레드 스콧
드레드 스콧(영어: Dred Scott, 1799년경~1858년 9월 17일)은 1857년 드레드 스콧 대 샌드퍼드 사건에서 자신과 아내 해리엇(Harriet), 두 딸 일라이자(Eliza)와 리지(Lizzie)의 해방을 위해 소송을 제기한 미국의 흑인 노예이다.
그 재판에서 스콧은 패소하였으며, 그 판결은 흔히 드레드 스콧 판결로 알려져 있다. 이 사건은 그와 아내가 비록 노예였지만, 그들은 주인인 존 에머슨 박사와 함께 주 법과 1787년 북서부 조례에 따라 노예 제도가 불법인 자유주인 일리노이와 미네소타(당시엔 위스콘신 준주의 일부였던)에 살았다는 사실에 근거한 재판이었다. 미국 연방 대법원은 그뿐만 아니라 아프리카 출신 노예는 모두 미국의 시민이 될 수 없다는 것을 주장하며 7:2로 스콧의 패소를 결정하였다. 따라서 스콧은 시민의 다양성 법칙 하의 연방 법원에서 소송을 할 수 없다는 것이었다.
게다가 미주리주 외부에서의 스콧의 일시적인 거주는 〈미주리 타협〉 하의 해방을 초래할 수 없다는 것을 의미하며, 주인의 법적인 자산을, 스콧의 주인으로부터 부적절하게 빼앗는 것이 되기 때문에 그것은 법원이 헌법에 맞지 않는다는 것이었다.
비록 수석 판사였던 로저 토니는 이 판결로 노예 제도와 의회의 권위와 관련된 문제들을 해결되기를 원했지만, 이 판결은 대중의 분노를 사게했고, 미국 남부와 북부 주들 사이에 분리주의자들의 긴장을 고조시켰다. 1863년 대통령인 에이브러햄 링컨의 〈노예해방선언〉과 남북 전쟁 이후의 미국 헌법 수정 제13조, 제14조, 제15조는 기존 판결을 무효화시켰다.